# Tourreilles
Tourreilles é uma comuna francesa na região administrativa de Occitânia, no departamento de Aude. Estende-se por uma área de 6,29 km². Em 2010 a comuna tinha 129 habitantes (densidade: 20,5 hab./km²).